# يوزيف شتريب
يوزيف شتريب (بالألمانية: Josef Streb)‏ (16 أبريل 1912 – تاريخ الوفاة غير معروف) لاعب كرة قدم ألماني راحل كان يجيد اللعب في خط الهجوم .
لعب طوال مسيرته الرياضية في نادي فاكر ميونيخ.
تم استدعائه لتمثيل منتخب ألمانيا من دون المشاركة في أي مباراة (1934). شارك مع منتخب ألمانيا في بطولة كأس العالم 1934 في إيطاليا حيث احتل المركز الثالث.

## وصلات خارجية
- يوزيف شتريب على موقع الاتحاد الدولي (مؤرشف)  (الإنجليزية)
- يوزيف شتريب على موقع Soccerway.com (الإنجليزية)
- يوزيف شتريب على موقع عالم كرة القدم.نت (الإنجليزية)

- هذا سيرة ذاتية